# Claude de Tournon
Claude de Tournon (Donzère le 31 mai 1542) est évêque et mécène de Viviers de 1498 à 1542. Il est en outre l'aumônier d'Anne de Bretagne (1477-1514). 

## Biographie
Claude de Tournon est un fils illégitime de Guillaume seigneur de Tournon il est donc l'« oncle » du Cardinal François de Tournon. Chanoine et prêtre à Viviers il devient évêque de Viviers en 1498. Sous son épiscopat, la ville de Viviers connaît une vraie prospérité. Claude de Tournon fait reconstruire dans le style gothique flamboyant le chœur de la cathédrale. Son mécénat apparaît suspect et Claude de Tournon devra démontrer son innocence devant le roi lui-même.
La ville rénove et décore ses façades dont la plus remarquable est celle de l'hôtel particulier de Noël Albert, dite la Maison des Chevaliers, bourgeois parvenu, collecteur d'impôts peu scrupuleux qui deviendra capitaine protestant et finira décapité à Toulouse.